# Музей военной формы
Музе́й вое́нной фо́рмы — музей Российского военно-исторического общества в классическом ансамбле городской усадьбы Васильчиковых на Большой Никитской улице в Москве.

## Здание
Главный дом усадьбы с боковыми флигелями и хозяйственными пристройками был построен в 1782 году с высочайшего позволения императрицы Екатерины II полковником Петром Ивановичем Бибиковым. При строительстве в качестве основания были использованы помещения подклета предыдущего строения, принадлежавшего прежним владельцам – Сабуровым и Ртищевым. Выстроенный дом имел каменный первый этаж и деревянный второй. На рубеже XVIII и XIX веков сын основателя усадьбы – Пётр Петрович Бибиков продаёт владение князю Борису Михайловичу Черкасскому. Князья Черкасские владели усадьбой до 1859 года. Во время наполеоновского нашествия 1812 года усадьба сильно пострадала при пожаре, охватившем Москву и нуждалась в серьёзной перестройке. В 30-е годы XIX века усадьба перестраивается в стиле позднего классицизма. Боковые флигеля соединяются с главным домом полукруглыми галереями, второй этаж перестраивается в камне. В 1845-1854 годах усадьбу снимала чета князей Васильчиковых – Алексей Александрович и Александра Ивановна. Усадьба в эти годы становится культурным центром Москвы, куда с удовольствием приходят и Гоголь, и Тютчев, и историк Грановский, и художник Айвазовский, и славянофилы с западниками. В начале 70-х годов XIX века у усадьбы появляется новый владелец – банкир и промышленник Лазарь Поляков, при котором усадьба принимает современный вид, появляется чугунный балкон, ставший одной из «визитных карточек» усадьбы. В это время усадьба используется как доходный дом – все более или менее пригодные для проживания помещения сдаются в наём. После революции женская гимназия, располагавшаяся в главном доме усадьбы, была преобразована в единую трудовую школу имени Бухарина. Директором школы была назначена Надежда Афанасьевна Земская, родная сестра начинающего писателя Булгакова. На ту пору Булгаков не имел квартиры, и сестра приютила его вместе со второй супругой Еленой Белозерской в комнате на третьем этаже главного дома усадьбы, в мезонине, да и сама жила там же, в учительской. Булгаков проживал в этом доме несколько месяцев 1924 года. Именно в усадьбе Васильчиковых Михаил Булгаков написал многие страницы своих бессмертных произведений, работал над повестью «Роковые яйца» и заканчивал отдельные главы «Белой гвардии».
12 декабря 2019 года в усадьбе был открыт Музей военной формы. Усадьба носит статус объекта культурного наследия федерального значения.

## Музей
Посетителям Музея представлены три постоянные экспозиции - «Мундир для героя», «Нам есть чем гордиться!» и «Усадьба Васильчиковых». Также в Музее проходят временные выставки.
Отличительной чертой Музея военной формы является обширный комплекс современных мультимедийных технологий (тач-панели, широкоформатные экраны, проекции, биноскопы и многое другое), который обеспечит свободный и эффективный доступ к содержательной и визуальной информации по истории российского военного мундира XVI-XXI веков и создаст условия для изучения военной истории страны.
Основной целью Музея является сохранение и развитие чувства гордости за свою Родину, популяризация службы в Вооруженных силах Российской Федерации, формирование гражданско-патриотических качеств на основе изучения военного прошлого России и достижений военно-исторической науки.

## Экспозиции

### «Мундир для героя»

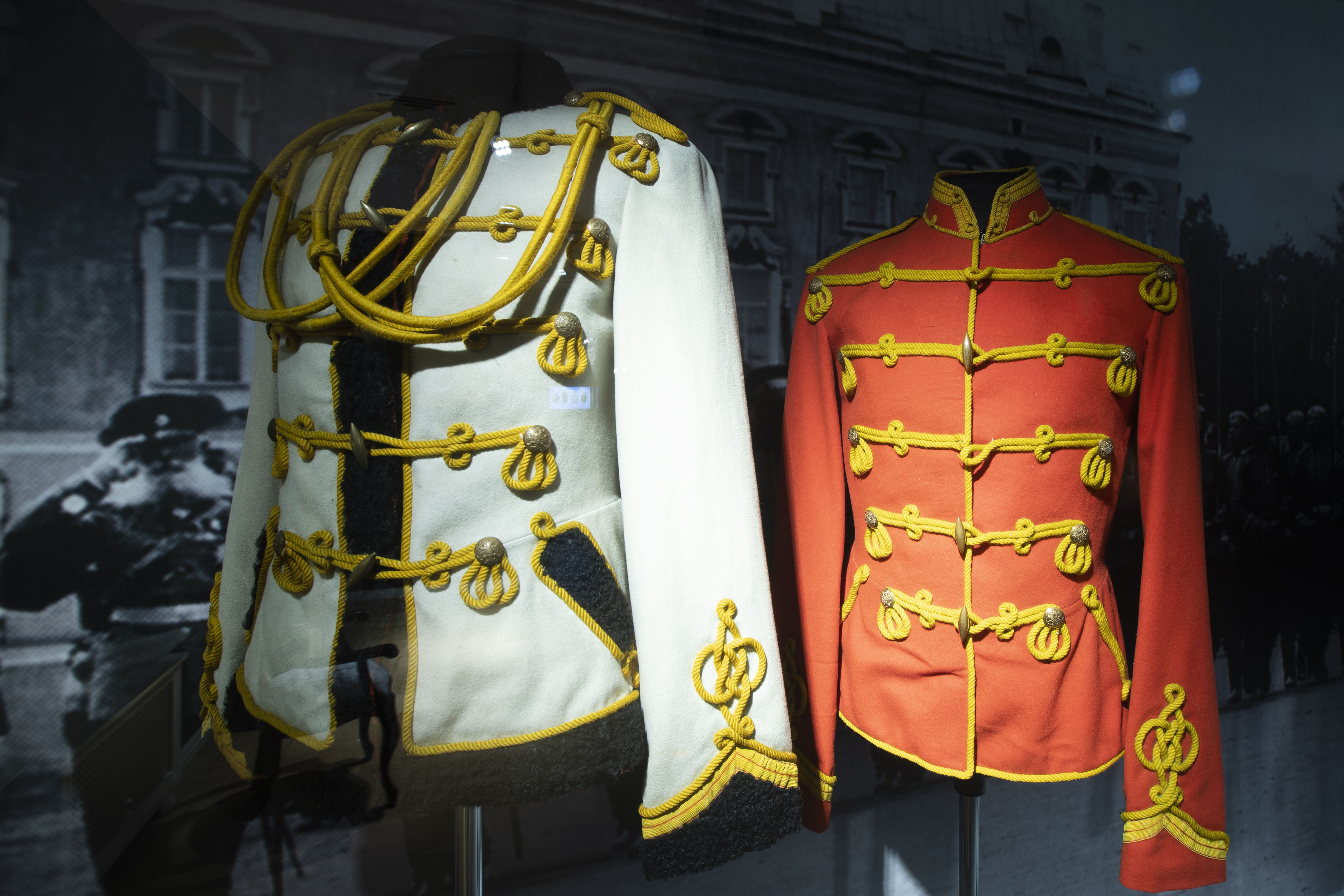
Постоянная экспозиция «Мундир для героя»

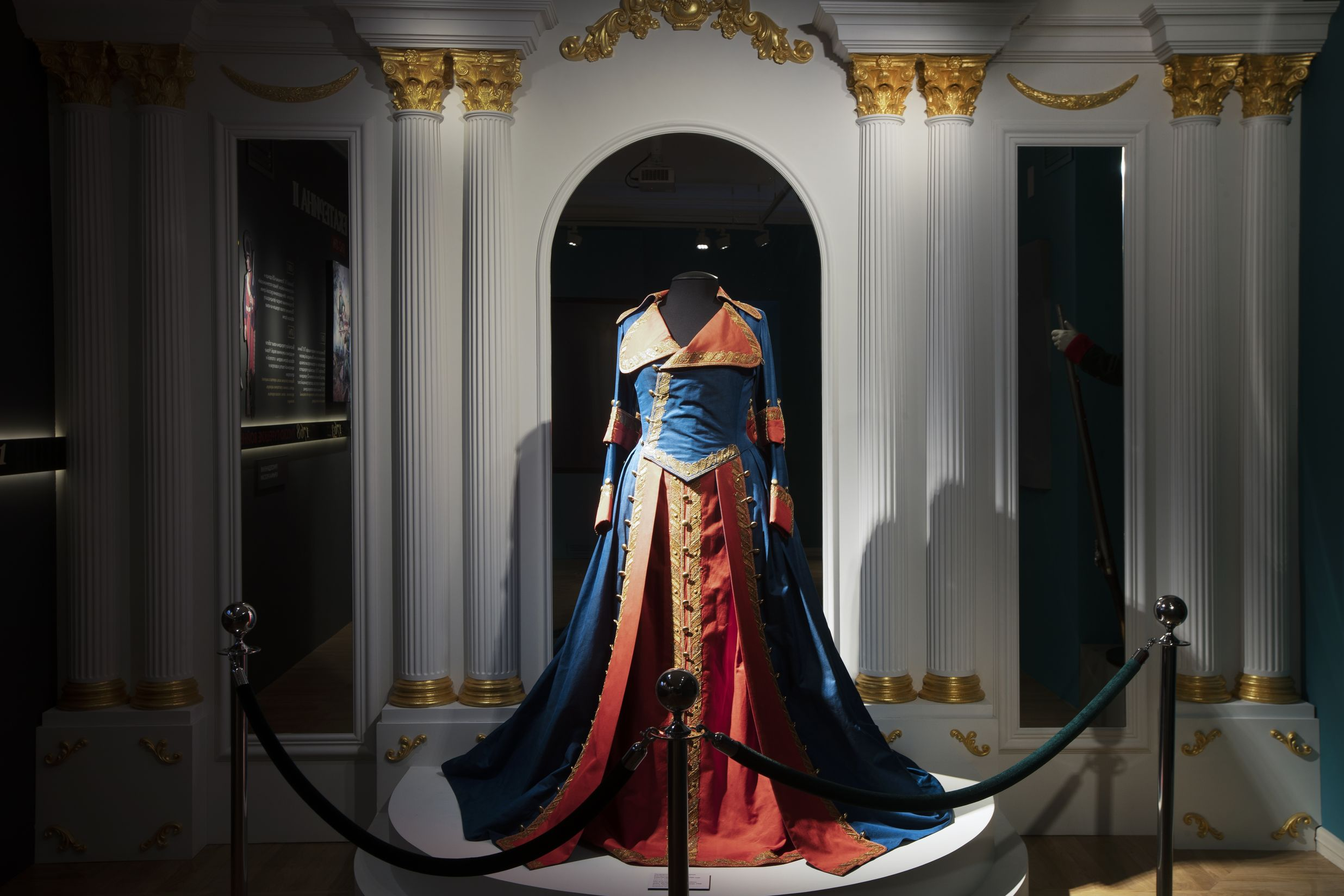
Реконструкция Мундирного платья Екатерины II по форме Кавалергардского корпуса (вторая половина XVIII века)

Основу экспозиции составляют образцы военной формы одежды и амуниции от XVI века до современности. Часть экспонатов является настоящими реликвиями — коллекцией бесценных предметов военного обмундирования, до 1917 года бережно хранимых Императорским Интендантским музеем. Особое место в экспозиции занимают редкие экспериментальные образцы формы русской армии, впервые представленные широкой общественности, вещи, принадлежавшие Российским императорам, разнообразное снаряжение и предметы вооружения различных эпох, подлинные экспонаты XVIII и XIX веков.
На экспозиции представлены такие экспонаты как реконструкция Мундирного платья Екатерины II по форме Кавалергардского корпуса (вторая половина XVIII века), сшитая по точным меркам подлинника (Государственный музей-заповедник «Царское Село»), подлинные предметы униформы солдат и офицеров самых именитых полков Российской Императорской армии: Лейб-гвардии Гусарского, Кирасирского Его Величества, Саперного батальона, Преображенского, Уланского, Кавалергардского, Драгунского Военного Ордена, 145-го пехотного Новочеркасского и других. Особое место занимает редкий и хорошо сохранившийся мундир барабанщика Лейб-гвардии Семеновского полка 1809 года.

### «Нам есть чем гордиться!»
Экспозиция погружает посетителя в атмосферу высоких технологий и позволяет заглянуть в будущее. Новейшие военные разработки, образцы военной формы, экипировки и снаряжения военнослужащих представлены соответственно трем стихиям – Воздух, Суша, Вода. Четвертый раздел экспозиции воссоздает рабочую обстановку Командного пункта ракетных войск, где посетитель может попробовать свои силы в управлении радиолокационной станцией. Интерьер зала создаёт атмосферу космического корабля будущего, на борту которого представлены подлинные экспонаты снаряжения и спецтехники, модели новейших видов оружия и военной техники. Мультимедийные комплексы, занимающие особенное место в экспозиции, позволяют проследить эволюцию различных видов оружия и снаряжения и наглядно представить Армию России на современном этапе.

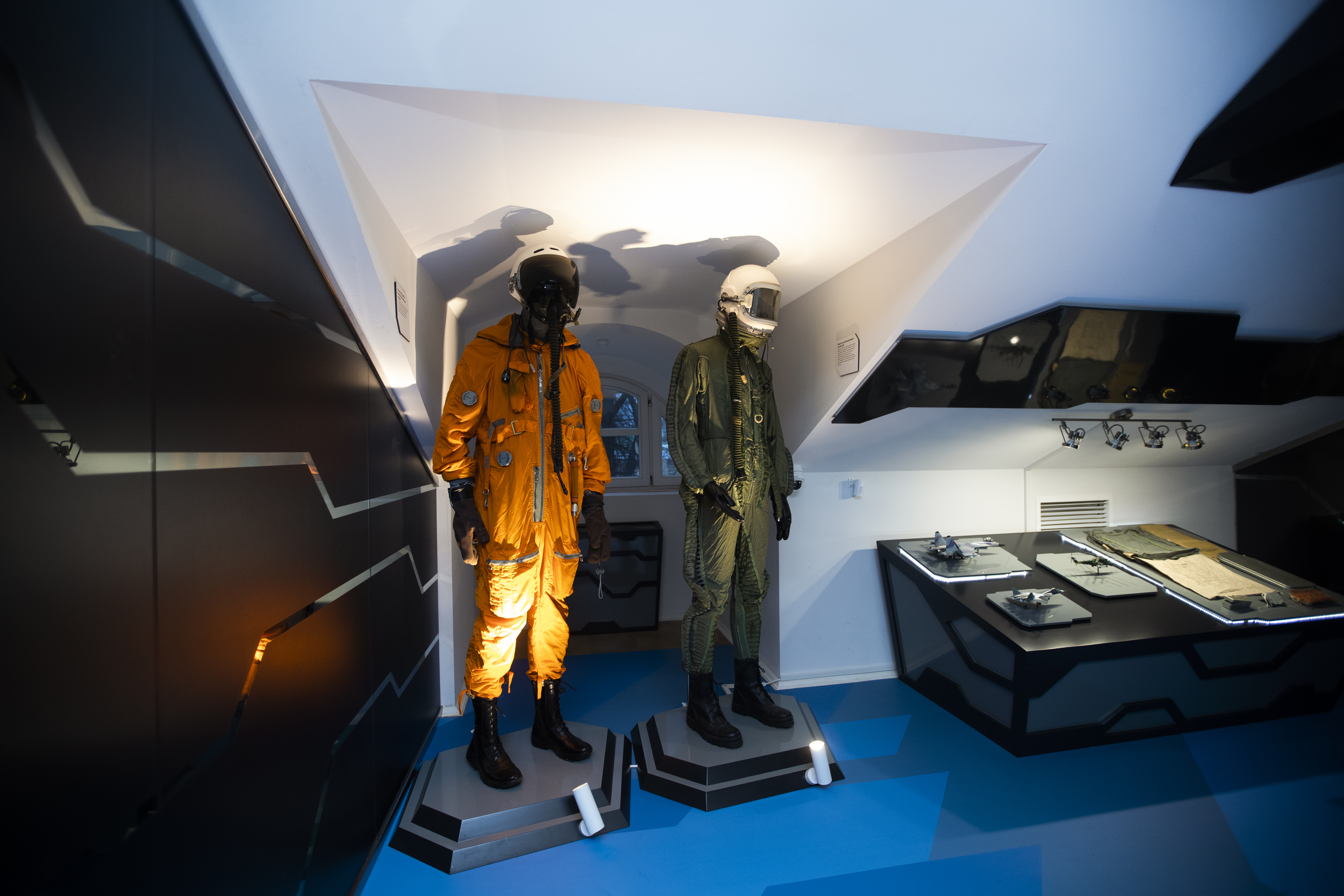
Постоянная экспозиция «Нам есть чем гордиться!»

### «Усадьба Васильчиковых»
Экспозиция располагается в одном из помещений парадной анфилады Главного дома Усадьбы, которое в былые времена служило кабинетом и библиотекой. История Усадьбы Васильчиковых берет свое начало в середине XVIII века, когда был построен Главный дом. К началу XIX века появились симметричные боковые флигели, соединенные с Главным домом переходами. Усадебный комплекс сильно пострадал во время нашествия французов и пожара Москвы 1812 года, когда выгорели вторые этажи, сделанные из дерева. После 1817 года Усадьба была целиком восстановлена, с сохранением первоначальных планировок и фасадов.
Центром экспозиции «Усадьба Васильчиковых» является макет усадебного комплекса, сложившегося после 1870 года. Макет изготавливался на основе архивных документов и фотоматериалов и выполнялся с максимальной детализацией-   со стороны улицы Большая Никитская украшением фасадов является чугунный балкон, за которым в окнах второго этажа можно рассмотреть парадные помещения усадьбы: столовая, парадный зал, будуар, кабинет-курительная, а с другой стороны усадьбы (со стороны улицы Малой Никитской) виден танцевальный зал, в котором зритель видит кружащиеся в вальсе фигуры танцоров. Все это погружает посетителя в атмосферу московской жизни XIX века, хорошо известную по книгам писателей и картинам художников того времени.

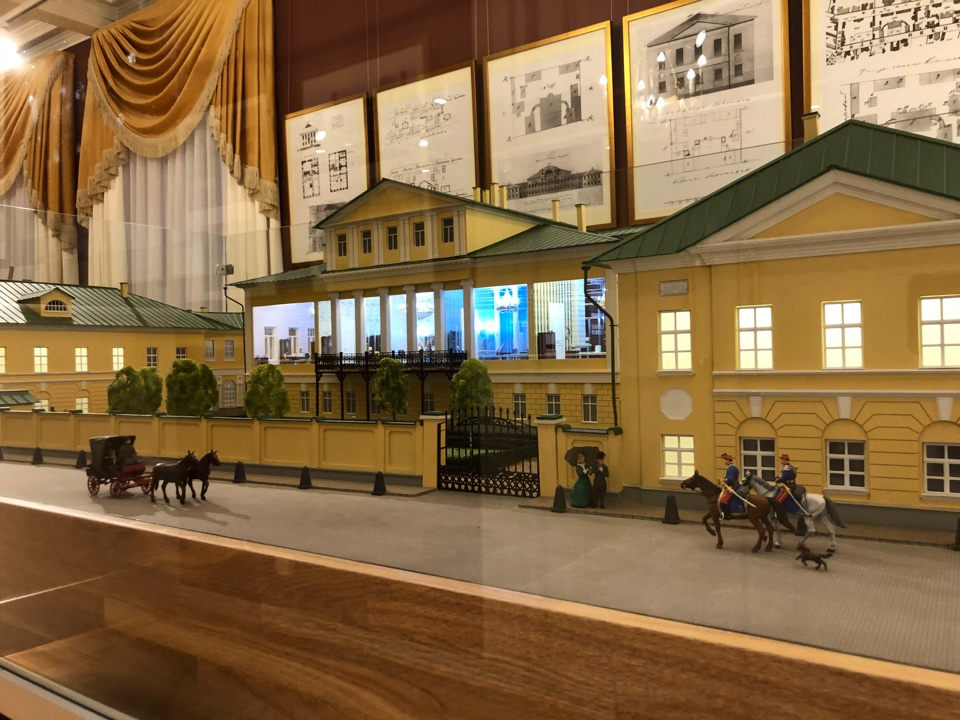
Фрагмент макета усадебного комплекса зданий

## Экскурсии по экспозициям музея
- Обзорная экскурсия «МУНДИР ДЛЯ ГЕРОЯ»
- Костюмированная экскурсия «НА СЛУЖБЕ ИМПЕРИИ»
- Тематическая экскурсия «ТАЙНЫ СТАРИННОЙ УСАДЬБЫ»
- Костюмированная экскурсия «ЧУДО – БОГАТЫРИ»
- Костюмированная экскурсия «НЕПОБЕДИМАЯ И ЛЕГЕНДАРНАЯ»
- Тематическая экскурсия «СОВРЕМЕННАЯ АРМИЯ РОССИИ»
- Уличная экскурсия «РОДОСЛОВНАЯ БОЛЬШОЙ НИКИТСКОЙ»

## Музейные программы
- Интерактивная программа «НАВИГАЦКАЯ ШКОЛА»
- Интерактивная программа «АЗБУКА ВОЕННОЙ ФОРМЫ»
- Интерактивная программа «СЕНО — СОЛОМА»
- Интерактивная программа «МОИ КАДЕТСКИЕ ГОДА»

## Часы работы музея
Вторник - воскресенье с 10:00 до 19:00 (касса до 18:30). В летний период времени с 10:00 до 18:00 (касса до 17:30)